# Aeroportul Regional Reading
Aeroportul Regional Reading (IATA: RDG, ICAO: KRDG, FAA LID: RDG) este un aeroport din Pennsylvania, Statele Unite ale Americii ce deservește zona Reading⁠(d). Aeroportul a fost tranzitat în 2019 de 3.088 de pasageri. A fost numit după zona deservită.
Situat la o altitudine de 105 m, aeroportul dispune de 2 piste.

## Infrastructură

### Piste
Aeroportul dispune de 2 piste. Pista 13/31 are suprafața de asfalt și dimensiunile 6.350 picioare × 150 picioare. Pista 18/36 are suprafața de asfalt și dimensiunile 5.151 picioare × 150 picioare. 